# Criminal Hearts
Criminal Hearts es una película estadounidense de acción, suspenso y crimen de 1996, dirigida por Dave Payne, que a su vez la escribió, musicalizada por Tyler Bates, en la fotografía estuvo Christopher Baffa y los protagonistas son Kevin Dillon, Amy Locane y M. Emmet Walsh, entre otros. El filme fue realizado por Capital Arts Entertainment y se estrenó el 15 de febrero de 1996.

## Sinopsis
Trata acerca de dos jóvenes enamorados que son culpados de robar comercios y asesinar a sus propietarios, luego de lo ocurrido, escapan por el oeste.